# كسيبة
كسيبة  قرية سوريّة تتبع إداريّاً لمحافظة حلب منطقة جبل سمعان ناحية الزربة، بلغ تعداد سكانها 1,521 نسمة حسب التعداد السكاني لعام 2004.